# CANT1
CANT1 (англ. Calcium activated nucleotidase 1) – білок, який кодується однойменним геном, розташованим у людей на короткому плечі 17-ї хромосоми. Довжина поліпептидного ланцюга білка становить 401 амінокислот, а молекулярна маса — 44 840.
| 10         |  | 20         |  | 30         |  | 40         |  | 50         |
| ---------- |  | ---------- |  | ---------- |  | ---------- |  | ---------- |
| MPVQLSEHPE |  | WNESMHSLRI |  | SVGGLPVLAS |  | MTKAADPRFR |  | PRWKVILTFF |
| VGAAILWLLC |  | SHRPAPGRPP |  | THNAHNWRLG |  | QAPANWYNDT |  | YPLSPPQRTP |
| AGIRYRIAVI |  | ADLDTESRAQ |  | EENTWFSYLK |  | KGYLTLSDSG |  | DKVAVEWDKD |
| HGVLESHLAE |  | KGRGMELSDL |  | IVFNGKLYSV |  | DDRTGVVYQI |  | EGSKAVPWVI |
| LSDGDGTVEK |  | GFKAEWLAVK |  | DERLYVGGLG |  | KEWTTTTGDV |  | VNENPEWVKV |
| VGYKGSVDHE |  | NWVSNYNALR |  | AAAGIQPPGY |  | LIHESACWSD |  | TLQRWFFLPR |
| RASQERYSEK |  | DDERKGANLL |  | LSASPDFGDI |  | AVSHVGAVVP |  | THGFSSFKFI |
| PNTDDQIIVA |  | LKSEEDSGRV |  | ASYIMAFTLD |  | GRFLLPETKI |  | GSVKYEGIEF |
| I          |  |            |  |            |  |            |  |            |

A: Аланін

C: Цистеїн

D: Аспарагінова кислота

E: Глутамінова кислота

F: Фенілаланін

G: Гліцин

H: Гістидин

I: Ізолейцин

K: Лізин

L: Лейцин

M: Метіонін

N: Аспарагін

P: Пролін

Q: Глутамін

R: Аргінін

S: Серин

T: Треонін

V: Валін

W: Триптофан

Кодований геном білок за функцією належить до гідролаз. 
Задіяний у такому біологічному процесі, як альтернативний сплайсинг. 
Білок має сайт для зв'язування з іонами металів, іоном кальцію. 
Локалізований у клітинній мембрані, мембрані, ендоплазматичному ретикулумі, апараті гольджі.